# Achterhoek Berkelland Rally
De Achterhoek Berkelland Rally was een autorally in de Nederlandse streek Achterhoek die in 2019 werd verreden. Eibergen fungeerde als start- en finishplaats van de rally, waarvan het parcours zich uitstrekte ten oosten en westen van Eibergen in de gemeente Berkelland. De Achterhoek Berkelland Rally maakte deel uit van het Nederlands kampioenschap rally.

## Geschiedenis
De Achterhoek Berkelland Rally werd georganiseerd door de Stichting Rallysport Achterhoek. De rally vond plaats in Eibergen en werd geheel gereden in de gemeente Berkelland. Op 5 oktober 2019 vond de rally plaats. De editie van 2020 werd afgelast vanwege de coronacrisis. In 2021 stond de rally gepland voor 20 november en zou het als afsluiter van het Nederlands kampioenschap rally fungeren.

## Wedstrijdkarakteristieken
De Achterhoek Berkelland Rally bestond in 2019 uit drie verschillende klassementsproeven. Deze klassementsproeven lagen volledig binnen de gemeente Berkelland rondom de kernen Rekken, Beltrum en Eibergen. Onderweg passeren de deelnemers diverse ondergronden, van betonpaden tot gravel, van asfalt tot klinkers en van zand tot split. De start en finish van de Achterhoek Berkelland Rally zijn gesitueerd in het Openluchttheater van Eibergen.
De op snelheid gereden kilometers worden verreden op zogenaamde klassementsproeven: een afgezet parcours waarop de deelnemende rally-equipe tracht om zo snel mogelijk van start naar finish te rijden. De duur hiervan leidt tot een KP-tijd. Alle behaalde KP-tijden bij elkaar opgeteld bepalen de totaaltijd waarop het klassement - al dan niet met toevoeging van straftijd - gebaseerd wordt. De wedstrijdkilometers die niet op snelheid verreden worden, worden verreden tijdens de zogenoemde verbindingsroutes. Verbindingsroutes leiden de deelnemers van en naar de verschillende klassementsproeven van de rally, of naar een zogenoemd serviceterrein: een locatie waar de deelnemers tussen de klassementsproeven door op vooraf bepaalde momenten binnen een tijdslimiet aan hun wedstrijdauto mogen sleutelen. Op verbindingsroutes dienen de deelnemers de gangbare verkeersregels in acht te nemen, waardoor er op dit traject dan ook geen sprake is van tijdswaarneming ten behoeve van het klassement.

## Lijst van winnaars Achterhoek Berkelland Rally
| Editie | Jaar | Rijder             | Navigator   | Auto           |
| ------ | ---- | ------------------ | ----------- | -------------- |
| 1      | 2019 | Jim van den Heuvel | Jouri Dockx | Ford Fiesta R5 |
| 2      | 2020 | Niet verreden      | -           | -              |
| 2      | 2021 | Niet verreden      | -           | -              |

## Lijst van winnaars Virtual Achterhoek Berkelland Rally
| Editie | Jaar | Rijder            | Auto                |
| ------ | ---- | ----------------- | ------------------- |
| 1      | 2020 | Simon Vansevenant | Ford Fiesta R5 MKII |
| 2      | 2021 | Niet verreden     | -                   |